# Dubstep

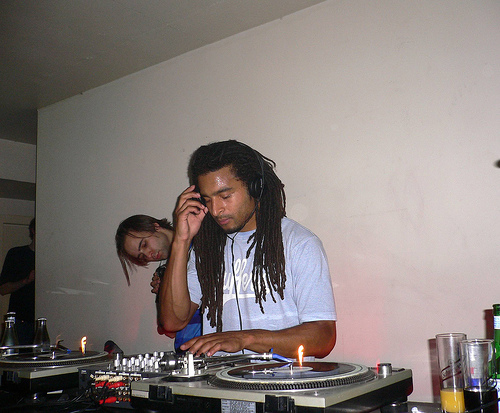
Mala z grupy Digital Mystikz, jeden z pierwszych producentów dubstepu

Dubstep – gatunek elektronicznej muzyki tanecznej (klubowej) powstały pod koniec lat 90. XX wieku w Wielkiej Brytanii.

## Pochodzenie
Gatunek powstał w latach 1998–2002 w południowym Londynie, a wywodzi się z muzyki reggae i sceny UK garage oraz gatunków dub, drum and bass i częściowo muzyki techno. Dubstep czerpie wpływy z 2step garage oraz zawiera wiele elementów typowych dla dubu (ciężkie basy, przestrzenie i delaye). Do tego niektórzy twórcy dubstepu nawiązują do takich gatunków muzyki elektronicznej jak np. drum and bass.

## Przedstawiciele
Wykonawcami muzyki tego gatunku są między innymi:  Rusko, BadKlaat, Digital Mystikz, Benga, Kromestar czy Coki.
Przedstawicielami nurtu zwanego „brostep”, są głównie amerykańscy producenci, m.in. Skrillex, Excision, Knife Party, Kill the Noise, Must Die!, Spag Heddy, Wubbaduck czy Nero.
Przedstawicielami podgatunków brostepu są m.in. Wubbix, Teminite, Virtual Riot czy Panda Eyes.

## Charakterystyka
Charakterystyczny nastrój muzyki dubstep to efekt kilku czynników: podstawę stanowi generowany elektronicznie subbass, który producenci przepuszczają zwykle przez filtr niskich częstotliwości. Drugim elementem fundamentu dubstepu jest tempo utrzymane pomiędzy 135–145 uderzeń na minutę. Rytm aż do połowy pierwszej dekady XXI wieku stanowił zwykle klasyczne 4/4 (ze stopą na „raz” oraz werblem „na trzy”) lub halfstep (z werblem „na dwa” i „na cztery”, a stopą pomiędzy „trzy” a „cztery”), co odróżnia dubstep np. od muzyki house.

## Odbiór dubstepu w Polsce
Gatunek przeszedł do tak zwanego „mainstreamu” w Polsce w latach 2011–2012. Na popularyzację tej muzyki duży wpływ miał wydany 19 marca 2011 roku singiel angielskiego DJ-a Flux Pavilion „Bass Cannon”. Dzięki wysokim notowaniom na listach brytyjskich trafił do Polski kilka miesięcy później poprzez Internet, docierając do dużego grona internautów. Wystąpił też w Polsce na festiwalu muzycznym „LubiszTo! Live Music” wraz z innymi twórcami tego nurtu. Dubstep był też łączony z gatunkami hip-hop i muzyką folkową.